# Ремі Гарріґ
Ремі Гарріґ (фр. Rémi Garrigue; нар. 3 вересня 2004 року) — французький фехтувальник на шаблях, чемпіон Європи.